# Iglesia de Santa María la Coronada (San Roque)
La iglesia parroquial de Santa María la Coronada de San Roque, declarada Monumento Histórico-Artístico mediante el decreto 1739/1974, publicado en el BOE el 26 de junio de 1974, se construyó en 1735 sobre el lugar en el que se hallaba la Ermita de San Roque que dio lugar y nombre a la localidad. Se encuentra en la plaza mayor de la localidad.
Se trata de un templo con planta de cruz latina y tres naves, la central más alta que las laterales.
Destaca el altar mayor, donde se veneran las imágenes de Santa María la Coronada, San Sebastián, San Roque y San José, traídas desde Gibraltar y que datan del siglo XV. De las imágenes de Gibraltar destacan entre otras las del Santo Entierro y el Cristo de la Humildad y Paciencia, cada uno en sus respectivas capillas y que datan del siglo XV al XVII. En ella se encuentra sepultado el poeta José Cadalso.